# Ksenia Dudkina
Ksenia Pavlovna Dudkina (en russe : Ксения Павловна Дудкина) est une gymnaste rythmique russe, née le 25 février 1995 à Omsk (Russie).

## Biographie
Ksenia Dudkina est sacrée championne olympique au concours des ensembles aux Jeux olympiques d'été de 2012 à Londres, en compagnie d'Anastasia Bliznyuk, Uliana Donskova, Alina Makarenko, Anastasia Nazarenko et Karolina Sevastyanova.